# Baýramdurdi Meredow
Baýramdurdi Meredow (27 marzo 1979) è un ex calciatore turkmeno, di ruolo difensore.

## Carriera

### Nazionale
Ha debuttato in Nazionale il 19 ottobre 2003, in Turkmenistan-Emirati Arabi Uniti (1-0), subentrando a Didargylyç Urazow al minuto 90. Ha partecipato, con la Nazionale, alla Coppa d'Asia 2004. Ha collezionato in totale, con la maglia della Nazionale, 11 presenze.

## Palmarès

### Club

#### Competizioni nazionali
- Campionato di calcio del Turkmenistan: 3

Nebitçi: 2004
HTTU Aşgabat: 2006, 2009
- Coppa del Turkmenistan: 3

Nebitçi: 2003, 2004
HTTU Aşgabat: 2006